# Michel Lévy (förläggare)
Michel Lévy, född  den 20 februari 1821 i Phalsbourg (Lothringen), död den 4 maj 1875 i Paris, var en fransk förläggare.
Lévy grundade 1836 ett bokförlag i Paris, som efter Lévys död övertogs av hans bror Calmann Lévy (1819-1891) under namnet Libraire Calmann-Lévy.